# Lythrum linearifolium
Lythrum linearifolium là một loài thực vật có hoa trong họ Lythraceae. Loài này được (A. Gray) Small mô tả khoa học đầu tiên năm 1903.